# Transtorno do espectro
Transtorno do espectro é um transtorno mental que inclui uma variedade de condições associadas, por vezes, também inclui sintomas e características singulares. As diferentes condições de um espectro geralmente possuem uma semelhança ou provavelmente são causadas pelo mesmo mecanismo. Em ambos os casos, uma visão de "espectro" é utilizada para esclarecer que não existe apenas uma condição psicológica única, mas sim uma síndrome composta por vários subgrupos. O espectro pode representar uma gama de gravidade, compreendendo transtornos de níveis graves, leve e déficits não clínicos.
Em alguns casos, uma abordagem estilo espectro une condições que foram anteriormente consideradas como casos distintos. Um exemplo notável dessa tendência é o espectro autista, no qual, atualmente as condições neste espectro são citadas como transtornos do espectro autista, como a Síndrome de Asperger. Em outros casos, o que era tratado como um único distúrbio se tornou uma definição para vários tipos do mesmo problema, como o espectro bipolar. A abordagem utilizando um espectro pode também expandir o tipo ou a gravidade dos problemas que estão incluídos, o que pode diminuir a diferença com outros diagnósticos ou com o que é considerado "normal". Os defensores dessa abordagem argumentam que ele está coerente com a evidência de gradações do transtorno e a gravidade dos sintomas na população em geral, ajudando a reduzir o estigma associado a um diagnóstico. Os críticos, no entanto, argumentam que ela pode tirar a atenção e os recursos das condições mais graves associadas, ou por outro lado poderia indevidamente medicar problemas que não existem nos casos mais leves.